# خب الحلوة
خب الحلوة بلدة في غرب مدينة بريدة في منطقة القصيم في المملكة العربية السعودية،. كانت خب الحلوة جزءاً من منطقة تُسمى الخبوب. وصارت من أحياء مدينة بريدة الغربية .[بحاجة لمصدر أفضل] وهي منطقة سكنية وفيها منشآت وشاليهات واستراحات ، قال سليمان الخراشي في كتابه (عبد الله القصيمي—وجهة نظر اخرى) "والخبوب : جمع خب ، وتعني تلك القرى القابعة داخل الرمال والمنتشرة حول مدينة بريدة"، وُلد عبد الله القصيمي في بلدة خب الحلوة سنة 1907، ونشأ بينها وبين بلدة الشقة.